# Alain Dodier

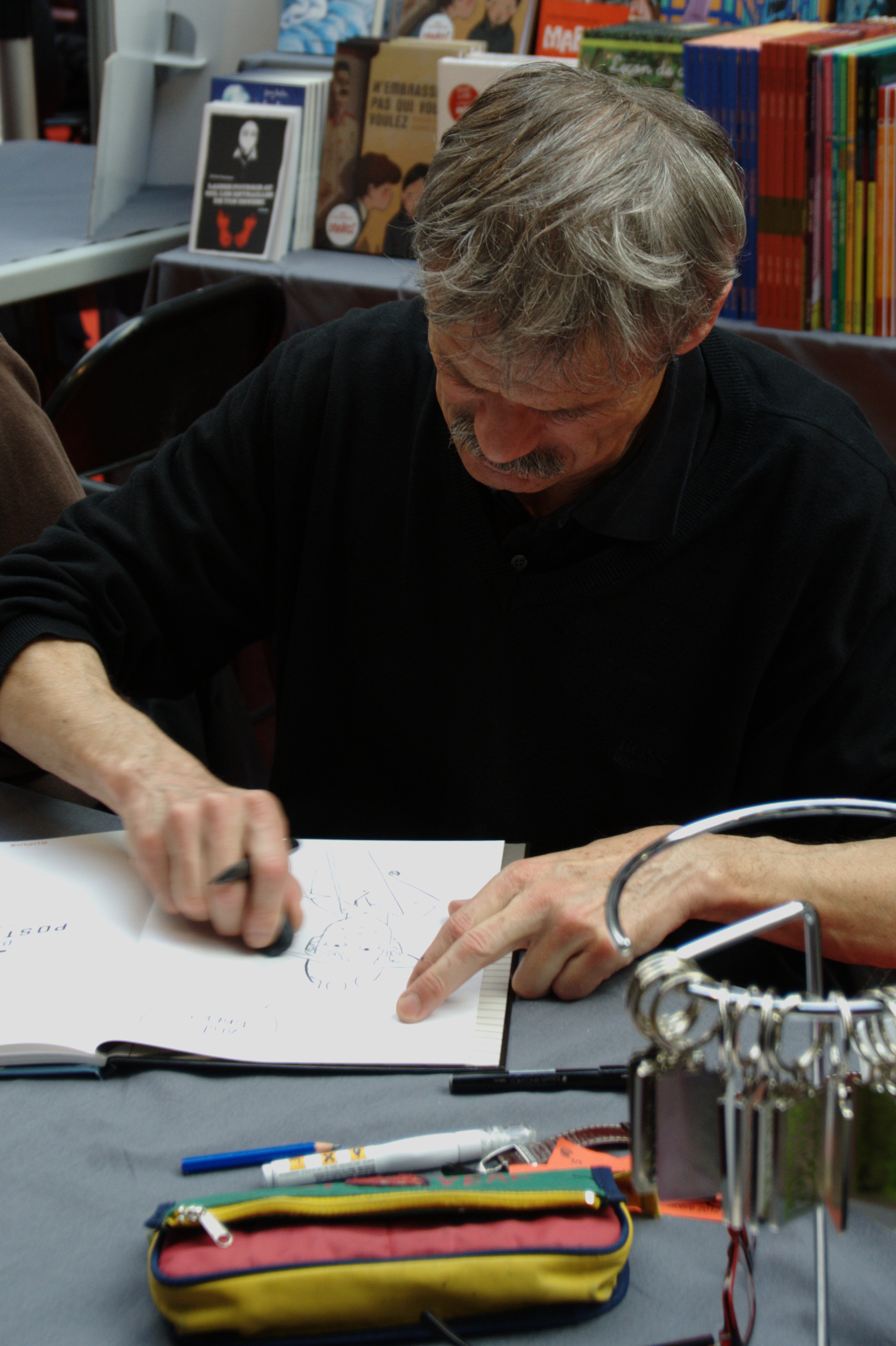
Alain Dodier

Alain Dodier (* 2. Mai 1955 in Dunkerque) ist ein französischer Comiczeichner.
Alain Dodier ist Autodidakt und veröffentlichte in den 1970er Jahren erste Arbeiten in Fanzines und dem Magazin Pistil. 1980 erschienen Kurzgeschichten auch in Tintin und Djin. Zusammen mit Texter Pierre Makyo schuf er den Fantasy-Funny Gully für das Magazin Mercredi, der im Magazin Spirou weitergeführt und von Dupuis in sechs Alben nachgedruckt wurde.
1982 startete seine bekannteste Serie Jackie Kottwitz für Spirou, zunächst mit Makyo und Serge Le Tendre als Texter und später im Alleingang. Es sind bisher 29 Alben erschienen.